# Fiodor Likhatchiov
Pour les articles homonymes, voir Likhatchiov.
Fiodor Likhatchiov est un homme politique russe. Sous le règne de Michel III de Russie, chef du Prikaze Posolky (chef du département de la diplomatie russe) de 1630 à 1631 et de 1635 à 1643. En 1622, il est nommé greffier de l'Ordre de décharge.